# Pártlistás rendszer
A pártlistás rendszer (avagy listás választási rendszer) a választási rendszerek olyan típusa, amely formálisan bevonja a politikai pártokat a választási folyamatba, általában többgyőzteses választások lebonyolítására. A pártlistás rendszerekben a pártok listát állítanak fel a jelöltekről, akik egy listán indulnak a választáson, a pártlistát. A választók általában közvetlenül a pártlistára szavazhatnak, de egyes rendszerekben a szavazók közvetlenül is szavazhatnak a pártlistán szereplő vagy más jelöltekre (az ilyen rendszereket nyílt listának és panachage-nak nevezik), amellett vagy ahelyett, hogy közvetlenül a pártlistára szavaznának pártok (vegyes választási rendszerek).
Leggyakrabban a pártlistás rendszerek esetében pártlistás arányos képviseletre utalnak, de vannak más választási rendszerek is, amelyek pártlistát használnak, beleértve a pártlistás blokkszavazást és a vegyes választási rendszereket. Amellett, hogy nem minden pártlistás rendszer arányos, az is elmondható, hogy nem minden arányos rendszer feltétlenül pártlistás rendszer. Azokat a jelölteket, akik pártlistáról szerezték meg mandátumukat, listás képviselőknek nevezzük.

## Pártlistás rendszerek típusai

### A képviselet arányossága szerint
- arányos pártlistás rendszerek, beleértve a pártlistás arányos választási rendszereket és a vegyes arányos képviseleti rendszereket
- félarányos pártlistás rendszerek, beleértve az árokrendszert és a részlegesen kompenzációs vegyes rendszereket
- többségi pártlistás rendszer (pártlistás blokkszavazás)

### A listás jelöltek kiválasztása szerint
- Nyílt lista
- Zárt lista
- Helyi lista
- Kétszintű pártlistás rendszerek
- Ley de Lemas

### Szavazás típusa szerint
- egyetlen szavazat
- vegyes szavazat
- panachage
- dupla egyidejű szavazás

### Egyéb
- A vegyes választási rendszerek általában pártlistát is használnak a mandátumok egy részének kiosztására.

## Listás rendszerek Magyarországon
A magyar országgyűlési választási rendszerben a képviselők egy részét egyéni választókerületekben, a másik részét országos listán választják. Emiatt vegyes rendszerek kategóriájába tartozik, méghozzá a lista típusát nézve zárt listás (a pártok által felállított listán a választók nem tudják szavazatukkal befolyásolni a sorrendet) és eredményét tekinte félarányos képviseletet nyújt. A listás ág mandátumkiosztására kompenzációs mechanizmusként becsatornázásra kerülnek az egyéni ágban nem érvényesülő, ún. töredékszavazatok is aszerint, hogy a jelölt milyen párt színeiben indult. Így a szavazók két szavazatukkal egyszer közvetlenül és egyszer közvetetten is szavaznak az országos listákra. A mandátumelosztás a D’Hondt-módszerrel történik.
A 2010-es választásokig a háromszintű választási rendszerben a szavazók közvetlenül nem adtak le szavazatot országos listára, csak egyéni jelöltekre és területi listákra, amelyekről töredékszavazatként felkerültek a fel nem használt szavazatok a pártok országos listájára. Ez a rendszer szintén félarányos, vegyes és zárt listás rendszer volt, azonban nemzetiségi listák nem voltak benne.
Az önkormányzati választási rendszerben a szavazók a megyei önkormányzati képviselőket a választópolgárok megyei listán választják (pártlistás arányos választási rendszer), azaz itt a választók egy szavazatukkal közvetlenül a listára szavaznak, a mandátumelosztás arányos (D’Hondt-módszer). A 10 000-nél több lakosú településen és a fővárosi kerületben a képviselők vegyes választási rendszerben - egyéni választókerületben és kompenzációs listán - jutnak mandátumhoz, ebben a rendszerben a szavazók nem szavaznak közvetlenül a listákra, hanem a vesztes jelöltekre leadott szavazatok érvényesülnek töredékszavazatként, ami a rendszert félarányossá teszi. Mindkét rendszer zárt listás. A 10 000 vagy ennél kevesebb lakosú településben a képviselőket egy többmandátumos körzetben ún. egyéni listás választási rendszerben választják meg, ez azonban nem pártlistás választási rendszer. Az egyéni listás elnevezés arra utal, hogy a választók maguk állítják össze a listájukat, ugyanis több jelöltre is szavazhatnak, ez a választási rendszer a többszörös nem-átruházható szavazat.
Az európai parlamenti választásokat Magyarországon zárt listás, pártlistás arányos választási rendszerben tartják, mandátumelosztásra itt is a D’Hondt-módszert használják, ami jellemzően a nagyobb pártoknak kedvez.

## Fordítás
- Ez a szócikk részben vagy egészben  a   Party-list system című angol Wikipédia-szócikk ezen változatának fordításán alapul.  Az eredeti cikk szerkesztőit annak laptörténete sorolja fel. Ez a jelzés csupán a megfogalmazás eredetét és a szerzői jogokat jelzi, nem szolgál a cikkben szereplő információk forrásmegjelöléseként.